# Uroš Pinterič
Uroš Pinterič, slovenski politolog, * 1980, Brje na Vipavskem.
Uroš Pinterič je redni profesor in garant magistrskega in doktorskega študijskega programa politologije na univerzi Alexander Dubček v Trenčinu (Slovaška).
Študiral je politologijo na Fakulteti za družbene vede Univerze v Ljubljani kjer je diplomiral leta 2003 in doktoriral leta 2007.
V preteklosti je deloval na Karlovi univerzi v Pragi (Češka) Univerzi sv. Cirila in Metoda v Trnavi (Slovaška) in Trnavski univerzi (Slovaška).
Od leta 2002 je bil (so)avtor več kot 200 znanstvenih avtorskih del (člankov, monografij, poglavij itd.) predavanj v tujini ter mentor zaključenim doktoratom, magisterijem in diplomam.
Med leti 2008 in 2010 je bil nosilec raziskovalnega projekta  "Vloga medobčinskega sodelovanja pri učinkovitejši investicijski dejavnosti občine" 
V obdobju 2017–2020 je bil Jean Monnet Chair na Fakulteti za organizacijske študije v Novem mestu .
V obdobju 2023-2026 je med drugim nosilec projekta Jean Monnet Chair na Univerzi Aleksandra Dubčeka v Trenčinu na Slovaškem.
Uroš Pinterič je član uredniškega odbora za področje humanistike in družbenih ved pri Cambridge Scholars Publishing.

## Družbena kritika
Dela Pinteriča pogosto izhajajo iz družbeno-kritičnega pogleda na realnost, pri čemer zavedno ali nezavedno izhaja iz naivnih predpostavk teorije, katero ali sooča z realnostjo ali pa na tej osnovi realnost kritizira. Skozi čas je tudi v mednarodnih delih, ki načeloma prehajajo striktne recenzijske založniške postopke vpeljal publicističen slog pisanja, ki ostaja podprt z argumenti vendar pogosto cinično-kritičen in hkrati poljudno berljiv. Dela kot so npr. Cinična praksa države sledijo esejistični obliki odziva na družbene probleme trenutka, pri čemer se zdi njihova osnovna pozicija kritika kot taka, ne pa znanstvena analiza in razreševanje. 
Tovrsten pristop je mogoče opaziti tudi na področju njegovega odnosa do vprašanja regionalizacije, kjer v javnih nastopih k vprašanju pristopa hkrati holistično in z precejšnjo mero kritičnosti. Reševanje vprašanja bega možganov v kontekstu decentralizacije tako na primer zavrne s sledečim opozorilom na nujnost celovite rešitve  "...Decentralizacija tega problema [bega možganov] v trenutnem okviru ne more rešiti, ker je potrebna sprememba mentalitete ne samo državno-upravnega aparata, temveč tudi gospodarstva in prebivalstva v celoti, ki mora drugače prevzeti odgovornost za lastno blagostanje.". 

## Izbrana bibliografija
- Družbena večrazsežnost COVID-19: preplet politike in znanosti v funkciji upravljanja (COBISS), VŠ GRM Novo mesto, 2022
- Poslovne vrednote mladih v Sloveniji (COBISS), FOŠ, Novo mesto, 2016
- Spregledane pasti informacijske družbe (COBISS), FOŠ, Novo mesto, 2015
- Črna skrinjica političnih sistemov: uvod v politične sisteme in javne politike (COBISS), FUDŠ, Nova Gorica, 2009
- Kako kuščarju pomagati, da preživi z nami (COBISS), Brje, 2010
- Grajsko kamenje(COBISS), Brje, 2018
- Cinična praksa države (COBISS), Brje, 2011